# Leda (rivière)
Pour les articles homonymes, voir Léda.
La Leda (Ld) est un affluent de l’Ems (Basse-Saxe) par la rive droite. Elle est navigable sur les 25 km en amont de la confluence. 
Sur 1,9 km avant la confluence le chenal navigable est considéré comme conforme aux exigences fluvio-maritimes. Au tronçon navigable se rattachent encore 560 m de chenal entre l’Ems du Saterland et la confluence avec le canal de drainage Elisabeth. Le chenal maritime est conforme au gabarit de classe Vb, les 23 km plus en amont à la classe II jusqu'à la confluence avec la Jümme (au km 15,95). L'infrastructure navigable dépend du Service de la Navigation d'Emden.

## Hydrographie
Dans son cours supérieur, la Leda se confond avec l’Ohe qui prend sa source au nord-ouest d'un village de l'Emsland, Spahnharrenstätte. Un peu au sud du canal maritime, resp. de Sedelsberg, l’Ohe se jette avec la Marka dans l’Ems du Saterland et lorsqu'elle atteint la Frise orientale, prend alors le nom de Leda. Elle se jette dans l’Ems à  Leer, au km 14,23. 
Il y avait autrefois un bastion fortifié au nord de la confluence, le Leerort, dont il ne reste plus que quelques ruines derrière la digue. Le hameau de Kloster Muhde occupe la rive sud de la confluence, appelée Overledingerland.

## Divers
Il existe un embranchement vers le port de Leer via une écluse maritime de 192 m x 26 m. Ce port était naguère un méandre de la rivière, que l'on a asséché par une rigole d'épuisement. La Leda et son confluent, la Jümme drainent à eux seuls quelque 35 000 ha de plaines de la dépression de Frise orientale. La Jümme est un affluent au cours ordinaire : elle recoupe plusieurs fois le lit de la Leda au lieu-dit « Dreyschloot » près de Roggenberg, puis court parallèlement à la Leda jusqu'à sa confluence à Wiltshausen.

## Le barrage de la Leda

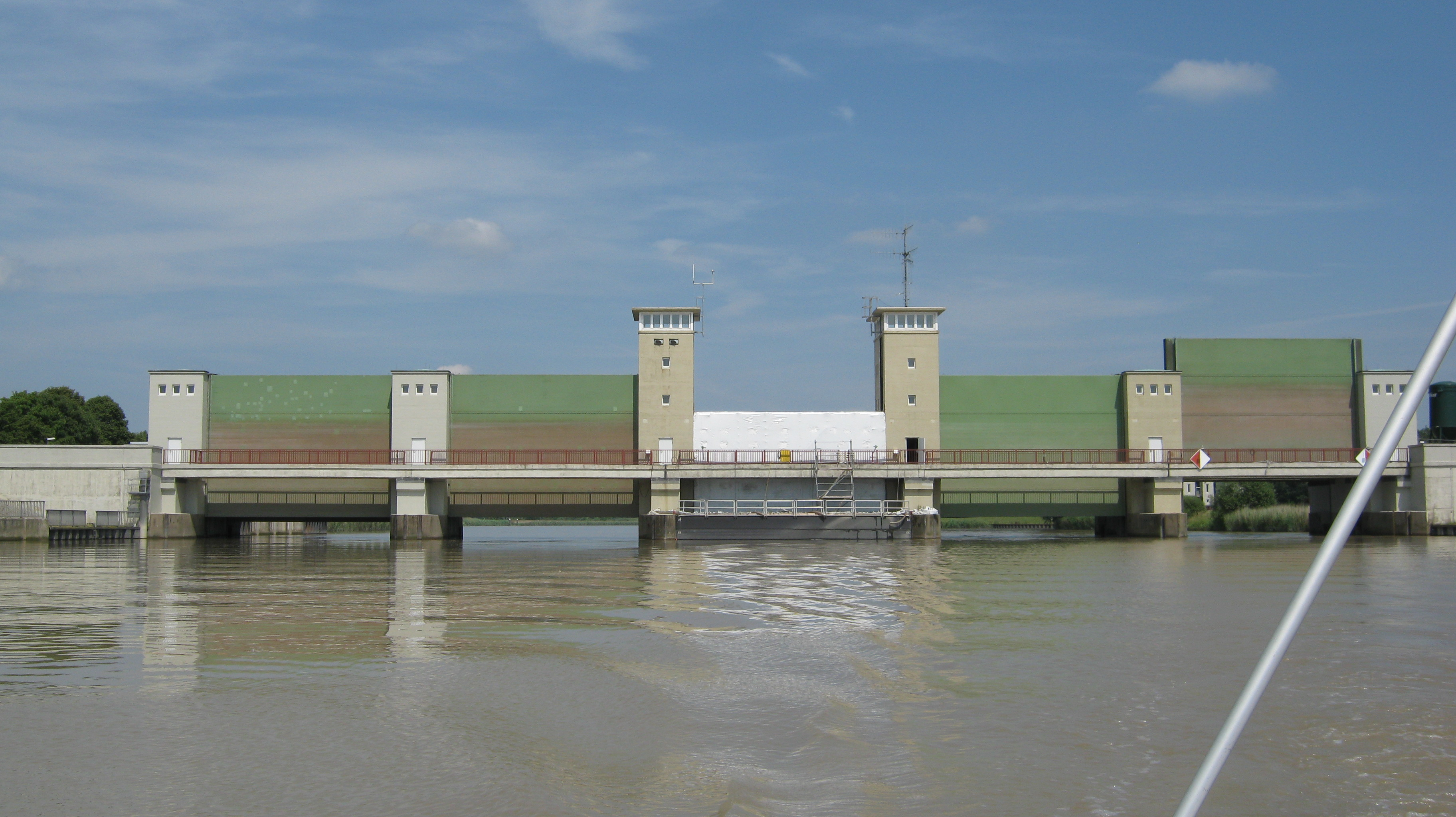
Le barrage à vannes levantes de la Leda

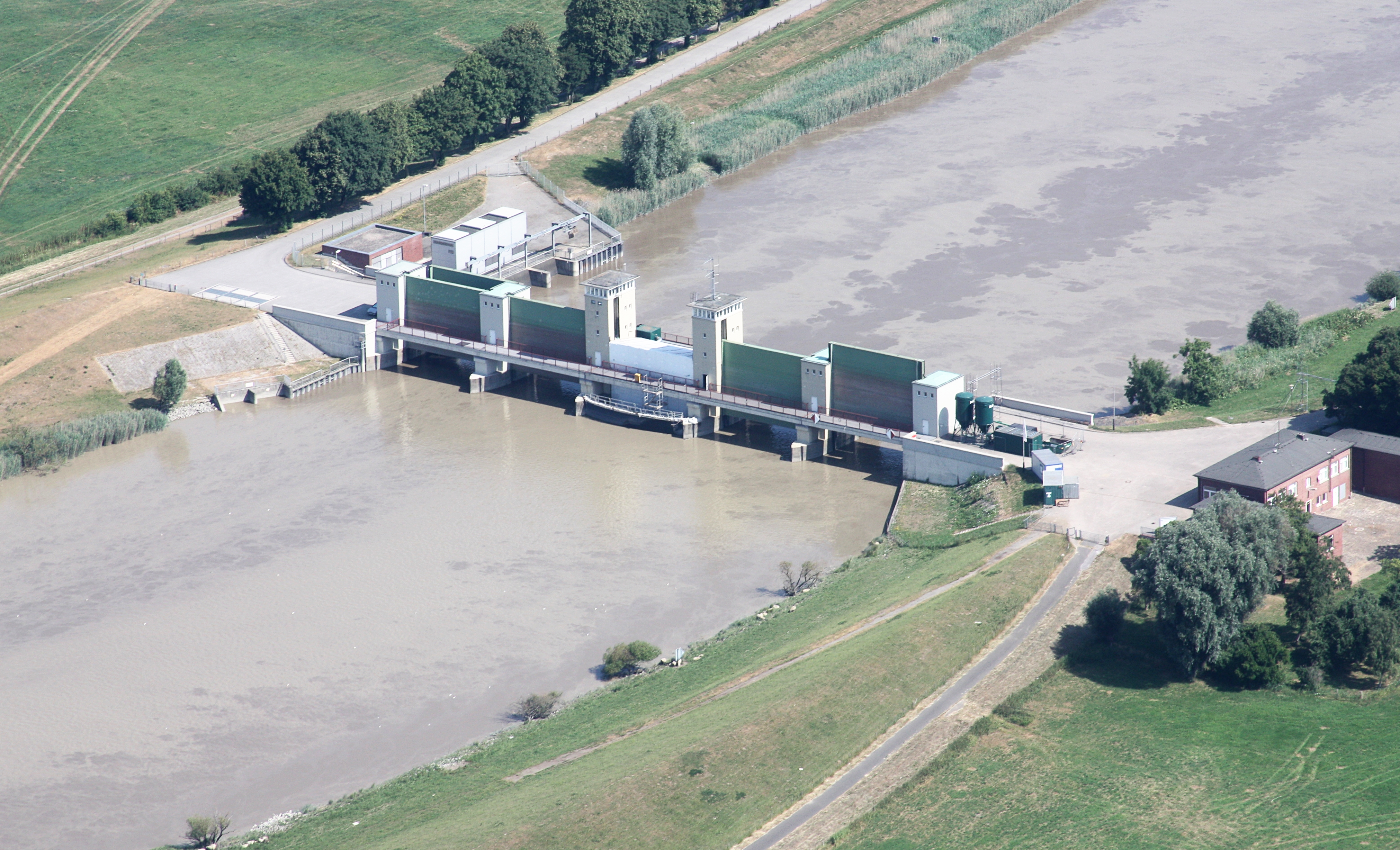
Vue aérienne du barrage.

Il n'y a pas d'écluses sur la Leda, mais seulement un barrage mobile avec un pertuis pour le passage des navires. Ce barrage a été construit entre 1950 et 1954 comme ouvrage de protection contre les crues, et est entré en service en juillet 1954. Il comporte 5 vannes levantes de 14 m de largeur par 10,50 m de hauteur. Le pertuis de navigation occupe la partie centrale. Dès le mois de décembre 1954, ce barrage permit de réguler le niveau des eaux en amont en prévenant les effets d'une marée exceptionnelle.
En 2000-01, on a construit juste à côté du barrage une Station de pompage pour améliorer encore davantage la prévention des effets des marées dans le bassin Leda-Jümme ; si en effet le barrage servait jusque-là à épargner aux basses prairies de l'hinterland les effets désastreux des tempêtes de mer et des marées exceptionnelles, il avait naturellement pour effet de laisser l'eau de ruissellement s'accumuler dans la Leda et d'en faire monter dangereusement le niveau. Grâce à la nouvelle station de pompage, il est désormais possible de rejeter jusqu'à 3,5 millions de m3 par jour de la Leda dans l'Ems, et de remédier aux inconvénients d'un temps de rétention trop important.
La station de pompage peut aussi remplir une autre fonction, en coordination avec le canal reliant le chantier de constructions navales Meyer de Papenburg à l'estuaire de l'Ems : la fermeture des barrages de l'Ems à Gandersum permet, au gré des besoins, de soutirer  5,7 millions de m3 par jour de la retenue Leda-Jümme dans l'Ems, pour accélérer le déversement de la retenue de l’Ems, variant entre 1,75 m à 2,50 m  au-dessus du niveau de la mer. Le but est de minimiser les emprunts d'eau au milieu naturel.